# Tôi yêu thành phố tôi
Tôi yêu thành phố tôi là album phát hành năm 2013 của nhóm V.Music, album này chiến thắng hạng mục Album của năm tại giải Làn Sóng Xanh cùng năm. Tôi yêu thành phố tôi tập hợp các ca khúc viết về tình yêu dành cho Sài Gòn – Thành phố Hồ Chí Minh, album nằm trong dự án Sài Gòn trong tôi của V.Music.

## Sài Gòn trong tôi
"Sài Gòn trong tôi - Thành phố Hồ Chí Minh hôm nay" là dự án cộng đồng của nhóm diễn ra trong năm 2013, gồm 5 sự kiện chính: Triển lãm ảnh Sài Gòn trong tôi của các thành viên nhóm, phát hành album Tôi yêu thành phố tôi, phát hành phim ca nhạc Sài Gòn trong tôi và live show Nụ cười Việt Nam và các cuộc thi viết, chụp ảnh, quay MV về Sài Gòn.

### Album
Album gồm có 10 ca khúc thuộc nhiều thể loại âm nhạc khác nhau cũng như sự phong phú, đa dạng về đề tài. Phần hòa âm phối khí, dàn dựng bè phối được các nhạc sĩ Nguyễn Hồng Thuận, Nguyễn Dân, Huy Trực, Châu Đăng Khoa, Hoàng Anh, Nguyễn Hải Phong... thực hiện. Ngoài các ca khúc cũ đã quen thuộc với người nghe còn có một số ca khúc viết riêng cho album này như: Tôi yêu thành phố tôi, Sài Gòn – Sài Gòn, Nhịp đập thành phố, Cuộc sống tôi, Nụ cười Việt Nam... Album có một số ca khúc mà V.Music kết hợp với nhóm La Thăng và các nữ ca sĩ Ái Phương, Tiêu Châu Như Quỳnh, Miu Lê, Cao Mỹ Kim.

## Phát hành
Album Tôi yêu thành phố tôi chính thức ra mắt  khán giả vào ngày 20 tháng 4 năm 2013, cùng  với đó là live concert của nhóm vào 25 tháng 4.

## Giải thưởng
Tôi yêu thành phố tôi chiến thắng hạng mục Album của năm tại Giải thưởng Làn Sóng Xanh 2013.

## Danh sách ca khúc
| STT | Nhan đề                                                                            | Sáng tác          | Thời lượng |
| --- | ---------------------------------------------------------------------------------- | ----------------- | ---------- |
| 1.  | "Tôi yêu thành phố tôi"                                                            | Nguyễn Hồng Thuận |            |
| 2.  | "Sài Gòn - Sài Gòn"                                                                | Châu Đăng Khoa    |            |
| 3.  | "Nụ cười Việt Nam"                                                                 |                   |            |
| 4.  | "Chi ngày mai tươi sáng"                                                           |                   |            |
| 5.  | "Cuộc sống tôi"                                                                    |                   |            |
| 6.  | "Rock Sài Gòn" (cùng nhóm La Thăng)                                                | Lâm Quốc Cường    |            |
| 7.  | "Quê hương tôi" (phiên bản mới)                                                    |                   |            |
| 8.  | "Khát vọng sinh viên"                                                              |                   |            |
| 9.  | "Lk: Ký ức tuổi thơ" (cùng với Ái Phương, Tiêu Châu Như Quỳnh, Miu Lê, Cao Mỹ Kim) |                   |            |
| 10. | "Cuộc sống muôn màu" (phiên bản mới)                                               |                   |            |